# Феклисты
Феклисты — упразднённая деревня на территории Кунгурского муниципального района Пермского края России. Проживали русские.
Ныне урочище.

## Название
В 1782 году — Феклистова.
Список населённых мест Российской империи по сведениям 1859—1873 годов упоминает двойное название деревни — Феклистова (Феклята). В Списке населённых мест Пермской губернии 1909 года — деревня Феклята.

## География
Урочище находится в юго-западной части края, при болоте
По сведениям 1859—1873 годов при оз. Феклистовском, в 67 вёрстах от уездного города, в
83 вёрстах от становой квартиры. К 1909 году — при болоте, в 69 вёрстах от уездного города, в 9 верстах от волостного правления Сергинской волости. В 1928 году упоминается болото.

### Климат
Климат характеризуется как умеренно континентальный, с продолжительной многоснежной холодной зимой и коротким умеренно тёплым летом. Среднегодовая температура воздуха — 1,3 °С. Средняя многолетняя температура самого холодного месяца (января) составляет −15,6 °С, температура самого тёплого (июля) — 17,8 °С. Продолжительность безморозного периода составляет 113 дней. Среднегодовое количество осадков — 539 мм. Снежный покров держится в среднем около 170—180 дней в году.

## История
Известна с 1782 года как д. Феклистова.
Список населённых мест Пермской губернии 1909 года описывает деревню Феклята как входящую в Скорынское общество (Пермская губерния, Пермский уезд, Сергинская волость)
Список населённых пунктов Уральской области 1928 года показывает, что д. Феклисты входила в: Уральская область, Пермский округ, Серьгинский район, Забегаевский сельсовет
Административное подчинение на  конец  1962  г.: Березовский  район Дубовский  сельсовет, затем переведена в Кунгурский  сельский  район

## Население
По сведениям 1859—1873 годов при 9 дворах проживали 58 человек, из них 28 мужчин, 30 женщин.
К 1909 году в 13 дворах 76 человек, из них 39 мужчин, 37 женщин.
К 1928 году в 15 дворах проживали 74 человека, из них 33 мужчины, 41 женщина.